# Микела Ристоски
Микела Ристоски (Пула, 7. новембар 1989) је параолимпијска атлетичарка из Хрватске која се такмичи у дисциплинама Т20 класификације у атлетици и прескоку. Освојила је бронзу за Хрватску на Летњим параолимпијским играма 2012. у скоку у даљ (Ф20). Ристоски је вишеструки освајач медаља на нивоу Светског и Европског првенства, а била је и светски шампион у скоку у даљ (2011) и троскоку (2015). На Параолимпијским играма у Рио де Женерију 2016. године скоком и личним рекордом од 5,79 м осваја је златну медаљу.